# Magazine (álbum)
Magazine es el segundo álbum de estudio de la banda estadounidense Heart. Fue certificado como disco de platino en los Estados Unidos y Canadá.

## Lista de canciones
1. Heartless (Ann Wilson, Nancy Wilson) – 5:00
2. Without You (Pete Ham, Tom Evans) – 4:44
3. Just the Wine (A. Wilson, N. Wilson) – 4:30
4. Magazine (A. Wilson, N. Wilson) – 6:51
5. Here Song (A. Wilson) – 1:35
6. Devil Delight (A. Wilson, N. Wilson) – 4:58
7. Blues Medley (Mother Earth) (You Shook Me Babe) (Live) (Peter Chatman, Lewis Simpkins, Willie Dixon) – 7:12
8. I've Got the Music in Me (Live) (Bias Boshell) – 6:28

## Personal
- Ann Wilson - voz, guitarra, flauta
- Nancy Wilson - guitarras, voz
- Roger Fisher - guitarra[3]
- Howard Leese -guitarra, teclados
- Steve Fossen - bajo
- Michael DeRosier - batería